# Anne Debarre
Anne Debarre (París, 1957), conocida también como Anne Debarre-Blanchard, es una arquitecta francesa dedicada íntegramente a la docencia y a la investigación. Como docente desarrolla su labor, desde el año  2000, en Escuela de Arquitectura de París-Malaquais,  y  es miembro del laboratorio Arquitectura, Cultura y Sociedad siglos XIX y XX  que, desde 1987, dirige Monique Eleb.

## Biografía
Desde muy niña se sintió atraída por  las ciencias exactas, las matemáticas y el dibujo, lo que la decidió a estudiar arquitectura. Pero cuando inicia sus estudios en la universidad descubre las ciencias humanas y sociales y se comienza a interesar por el  rol social de la arquitectura y  los temas relacionados con la vivienda. Se diploma en arquitecta en 1982 por la Escuela de Arquitectura de París-Villemin (desaparecida en el 2000 luego de la redistribución de escuelas de arquitectura en París) presentando como trabajo de fin de carrera “El diseño de la vivienda como un potencial de uso”. Tras su diplomatura continúa su formación académica en la misma escuela obteniendo, en 1985, un certificado de estudios en arquitectura (CEAA era el homólogo para las escuelas de arquitectura del DEA, ambos diplomas no existen en la actualidad ya que han sido sustituidos por el diploma de maestría) especializado en Arquitectura Doméstica.

## Producción teórica
Entre los años 1982 y 1986 inicia su carrera como docente e investigadora temporal en París-Villemin. Es ahora cuando  participa en un proyecto de investigación patrocinado por el Ministerio del Urbanismo, Vivienda y Transportes que dará como fruto la publicación, como coautora junto a  Monique Eleb del libro “Architectures de la vie privée. XVIIe-XIXe siècles”, con prefacio de Michelle Perrot, Bruxelles, A.A.M., 1989. Réed. París, Hazan, 2000.
Permaneció como investigadora en París-Villemin durante diez años, ejerciendo funciones como investigadora en contrato y se convierte en miembro del laboratorio Arquitectura, Cultura y Sociedad siglos XIX y XX y del laboratorio de Investigaciones y estudios sobre la socialización de la arquitectura.
Consigue plaza de docente permanente en Historia y Cultura arquitectónica en el año 1997. Mientras se prepara para conseguir este puesto obtiene, en el año 1993,  otro diploma de estudios (DEA) de la Universidad París VIII en co-tutela con las escuelas de arquitectura especializado en “El proyecto arquitectónico y urbano”.
Ha realizado diversas publicaciones tanto artículos puntuales, como libros, informes de proyectos de investigación o la contribución en libros colectivos. Además ha impartido numerosas conferencias y ha participado en congresos científicos, así como sus misiones científicas como asesora de investigación y experta en el campo de la vivienda, tanto para entidades públicas como para  privadas. 
También realiza catálogos de exposiciones de arquitectura sola o de forma colectiva, como el realizado en 2002 con Pascal Mory, “Vivir en Saint-Quentin-en-Yvelines, entre tradición y utopía”.